# 豊田市立土橋小学校
豊田市立土橋小学校（とよたしりつ つちはししょうがっこう）は、愛知県豊田市土橋町にある公立小学校。

## 概要
- 曙町、上丘町（末広、清 竜神） 、鴻ノ巣町4丁目（一部）、鴻ノ巣町5丁目（一部）、清水町、 聖心町1丁目（一部）、土橋町、広田町（広田（一部）、稲荷山（一部））、本町が校区である。公立中学校に進学する場合は豊田市立竜神中学校へ進学する [1]。
- 平成20年度の文部科学省の「学校エコ改修と環境教育事業」のモデル校に指定され、2012年に校舎のエコ改修工事が行われている。以前から環境教育にも取り組んでおり、ハード整備（エコ改修）とソフト対策（環境教育）を融合させた、環境学習型エコスクールを目指している。

## 沿革
- 1979年（昭和54年）4月 - 豊田市立美山小学校、豊田市立竹村小学校、豊田市立山之手小学校から分離し、豊田市立土橋小学校として開校する。
- 1985年（昭和60年） - 校舎を増築する。
- 2012年（平成24年）2月 - 校舎のエコ改修が完成する。

## 交通アクセス
- 名鉄三河線土橋駅下車、徒歩約13分。

## 周辺施設
- 豊田市立竜神中学校
- 豊田市立美山小学校
- トヨタ自動車元町工場
- 土橋公園
- 豊田市消防本部南消防署西分署
- 名鉄三河線三河土橋駅